# Хумористично списание
Хумористичното списание е списание, проектирано специално така, че да достави хумористично съдържание на читателите си, най-често под формата на сатира.
Известно заглавие е Mad, което стартира през 1952 г.